# Combatives

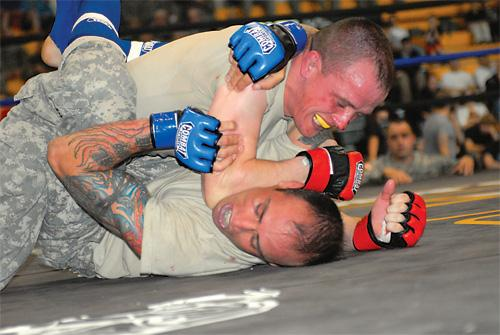
Soldaten der US Army beim Training

Combatives sind eine Zusammenstellung einer bewusst klein gehaltenen Anzahl von Fertigkeiten für Nahkampf und Selbstverteidigung. Das Grundprinzip der Combatives ist die Vereinfachung. Damit sollen zwei Ziele erreicht werden:
- schnelle Erlernbarkeit
- Abrufbarkeit unter hohem Stress

Als Selbstverteidigungssystem behandeln die Combatives mehrere Phasen der Eskalation einer Auseinandersetzung. Dies reicht von dem Erkennen und Vermeiden von Gefahren über Strategien der Kommunikation bis zu kämpferischen Techniken und Taktiken.

## Wortherkunft
Das Wort Combatives ist ein Kunstwort, das aus der (nicht existierenden) Mehrzahl des englischen Wortes „combative“ (kämpferisch) gebildet wurde.

## Geschichte
Die Wurzeln der Combatives liegen im Nahkampftraining der US-amerikanischen Soldaten im Zweiten Weltkrieg. Bekannte Quellen stammen von Colonel Rex Applegate und Major W. E. Fairbairn.

## Techniken

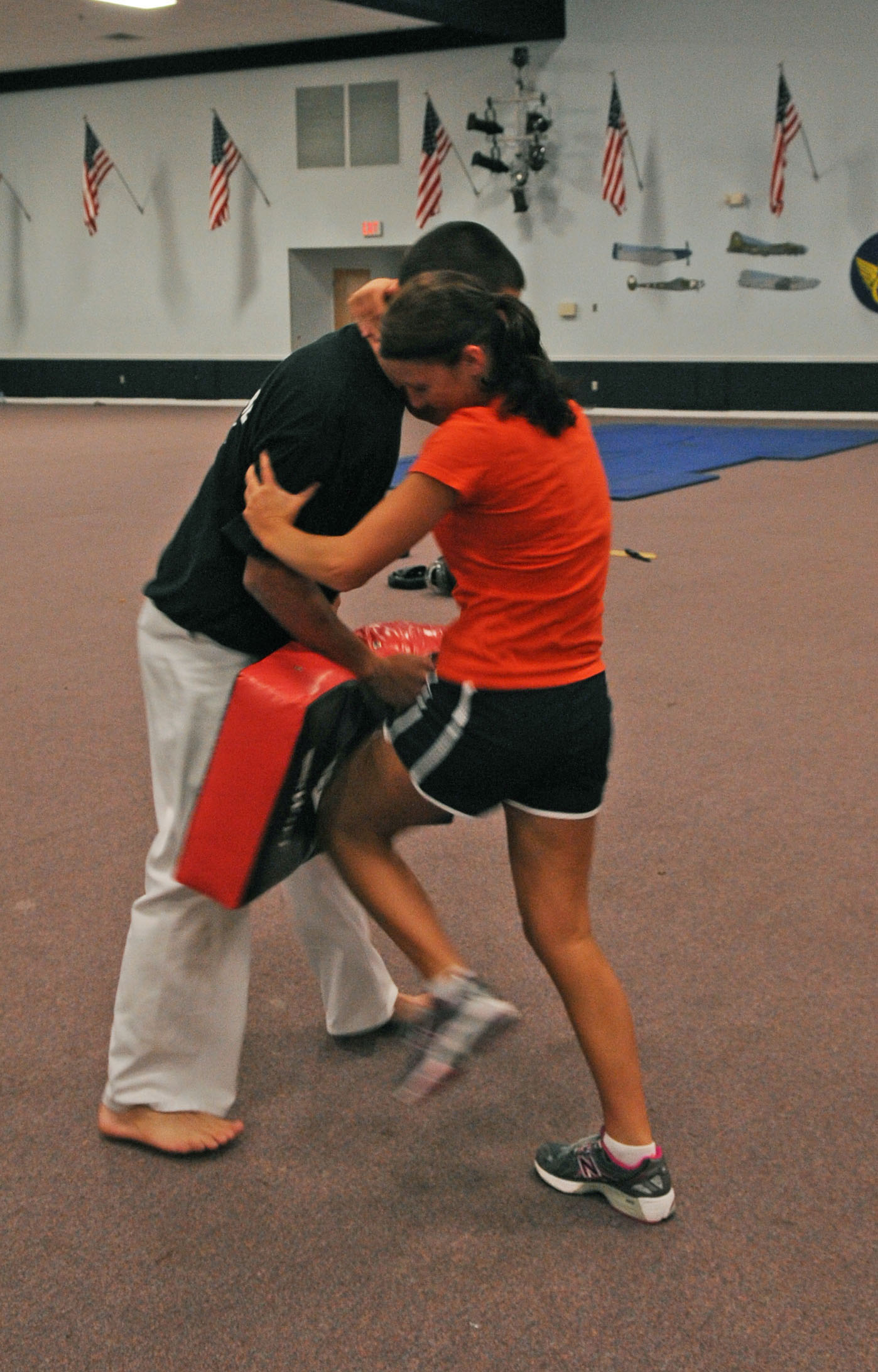
Ein Kniestoß

Es herrscht die Bestrebung, die Zahl der Techniken möglichst klein zu halten. Grundsätzlich werden ballistische Techniken (Schläge und Tritte) und (im weitesten Sinne) ringerische Techniken trainiert. Um die Techniken auf ihre Funktionalität zu testen und gleichzeitig Verletzungen zu vermeiden, werden oftmals spezielle Helme und Schutzausrüstung verwendet.
Das System wird gerne mit einem Werkzeugkasten verglichen. Die Techniken des Systems entsprechen den einzelnen Werkzeugen. Der beste Werkzeugkasten ist nicht derjenige, der die meisten Werkzeuge enthält, sondern einer, der die am häufigsten gebrauchten Werkzeuge übersichtlich und kompakt vereint. In ähnlicher Weise gilt für die Combatives, dass nicht möglichst viele, sondern nur ausgewählte, besonders brauchbare Techniken trainiert werden sollen.

## Abgrenzung von Kampfsport und Kampfkunst
Kampfkunst zielt darauf ab, nach langjährigem Training eine außergewöhnliche Leistung unter relativ entspannten Bedingungen (Choreographie statt Sparring) zu erbringen. Das Ziel der Combatives ist es, eine akzeptable Leistung unter sehr hohem Stress zu schaffen, unter Berücksichtigung begrenzter Trainingszeit.
Im Kampfsport bleibt das Training auf Inhalte beschränkt, die auf Wettkämpfe im Rahmen des jeweiligen Regelwerks vorbereiten. Die Combatives bedienen als Selbstverteidigungssystem ein breiteres Spektrum an Trainingsinhalten. Dies können etwa Deeskalation oder der Umgang mit Waffen sein.